# Geranium pyrenaicum
Il geranio dei Pirenei (nome scientifico Geranium pyrenaicum (Burm. f., 1759)) è una pianta erbacea perenne appartenente alla famiglia delle Geraniaceae, originaria di Europa, Nordafrica e Medio Oriente.

## Tassonomia
La famiglia di appartenenza del “Geranio dei Pirenei” (Geraniaceae) è un gruppo vegetale di medie proporzioni organizzato in 12 generi per un totale di circa 700 specie.
 Il genere di appartenenza (Geranium) è abbastanza numeroso e comprende circa 420 specie, diffuse soprattutto nelle regioni temperate di tutto il mondo. Una trentina di queste specie sono proprie della flora italiana.

### Variabilità
Nell'elenco che segue sono indicate alcune varietà e sottospecie (l'elenco può non essere completo e alcuni nominativi sono considerati da altri autori dei sinonimi della specie principale o anche di altre specie):
- Geranium pyrenaicum Burm. f. subsp. depilatum (Sommier & Levier) M.S.Novoselova (1988)
- Geranium pyrenaicum Burm. f. subsp.lusitaniucm (Samp.) S. Ortíz (1990)
- Geranium pyrenaicum Burm. f. subsp.pyrenaicum
- Geranium pyrenaicum Burm. f. subsp. villosum Nyman
- Geranium pyrenaicum Burm. f. var. lusitanicum Samp.
- Geranium pyrenaicum Burm. f. var. nemorosum (Ten.) DC. (1824)

### Ibridi
Nell'elenco che segue sono indicati alcuni ibridi interspecifici:
- Geranium × hybridum Hausskn. (1885), non L. - Ibrido fra: G. pusillum e G. pyrenaicum
- Geranium × luganense Chenevard (1903) - Ibrido fra: G. molle e G. pyrenaicum

### Sinonimi
La specie di questa scheda ha avuto nel tempo diverse nomenclature. L'elenco che segue indica alcuni tra i sinonimi più frequenti:
- Geranium barbatum Kit. in Schuster (1829)
- Geranium brutium Gasp. (sinonimo della subsp. villosum)
- Geranium depilatum (Sommier & Levier) Grossh. in Grossh. & Schischk. (1928)
- Geranium perenne Hudson (1762)
- Geranium umbrosum Waldst. & Kit. (1802)

### Specie simili
- Geranium brutium Gaisparr. - Geranio di Calabria: è un po' meno pubescente e i petali sono più lunghi. Si trova, ma raramente, solo al sud.
- Geranium molle L. - Geranio volgare: le foglie sono mollemente tomentose e anche il fusto è fittamente peloso. Si trova su tutto il territorio italiano ed è comune.

## Etimologia
L'etimologia del nome generico (Geranium) si riferisce alla parola greca ”ghéranos” che significa “gru”. Questa associazione probabilmente è nata molto anticamente ed è dovuta alla particolare forma  (a becco) dell'ovario e del frutto delle piante di questo genere. In effetti già Plinio (Como, 23 – Stabia) conosceva questo nome se lo cita nel suo “Libro XXVI”, anche se è opportuno precisare che il Geranio citato dallo scrittore latino era probabilmente un Erodium, in quanto il “geranio” (Pelargonium) come lo conosciamo noi oggi venne importato dall'Africa nel XVII secolo.

L'epiteto specifico pyrenaicum indica la zona di provenienza di questa specie.

Il binomio scientifico attualmente accettato (Geranium pyrenaicum) è stato proposto dal botanico olandese Nicolaas Laurens Burman (Amsterdam, 1734 – 1793) in una pubblicazione del 1759 intitolata ”Specimen botanicum de geraniis” . 
 
In lingua tedesca questa pianta si chiama Pyrenäen-Storchschnabel; in francese si chiama Géranium des Pyrénées; in inglese si chiama: Hedgerow Crane's-bill

## Descrizione

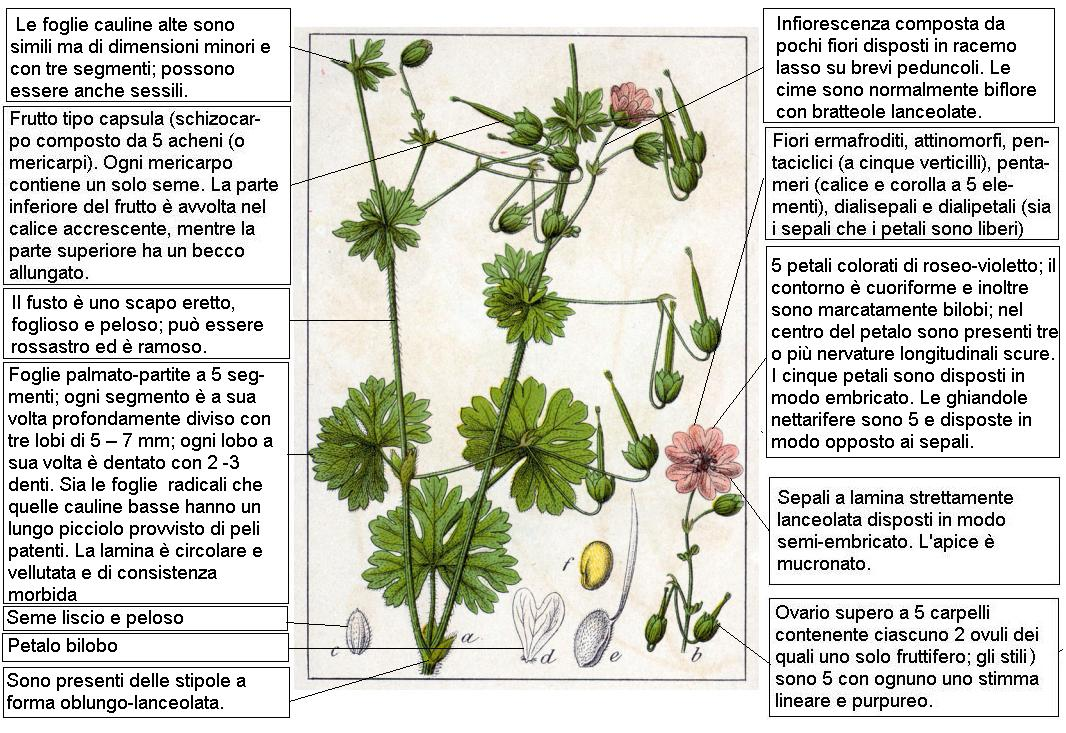
Descrizione delle parti della pianta

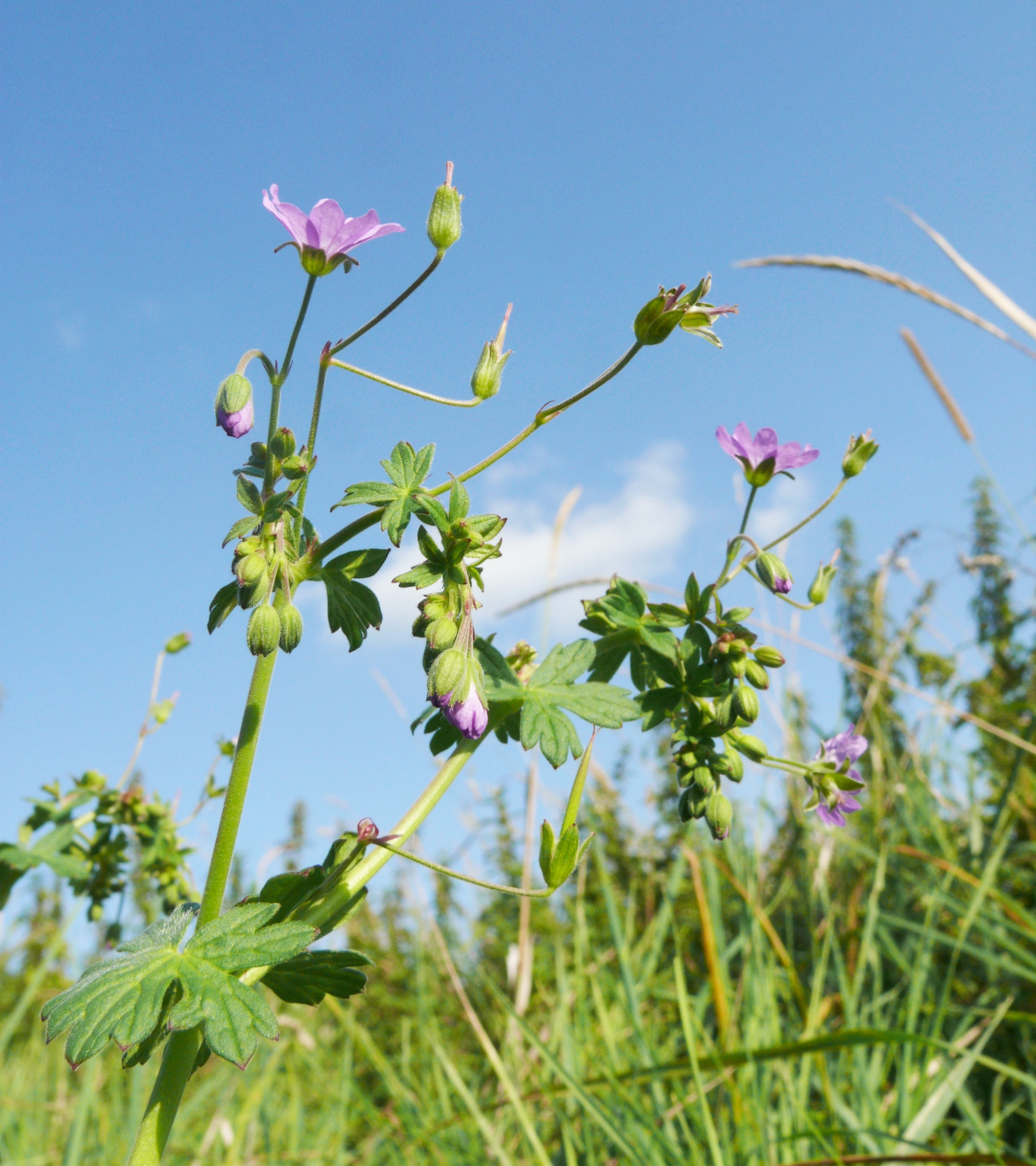
Il portamento

L'altezza media di questa piante è di circa 2–6 dm. La forma biologica del “geranio dei Pirenei” è emicriptofita scaposa (H scap), ossia è una pianta erbacea, perenne con gemme svernanti al livello del suolo e protette dalla lettiera o dalla neve, dotate di un asse fiorale più o meno eretto e con poche foglie.

### Radici
La radice è legnosa e ingrossata. Diametro della radice: 1 cm.

### Fusto
- Parte ipogea: la parte sotterranea consiste in un rizoma in posizione verticale.
- Parte epigea: la parte aerea è uno scapo eretto, foglioso e peloso; può essere rossastro ed è ramoso.

### Foglie

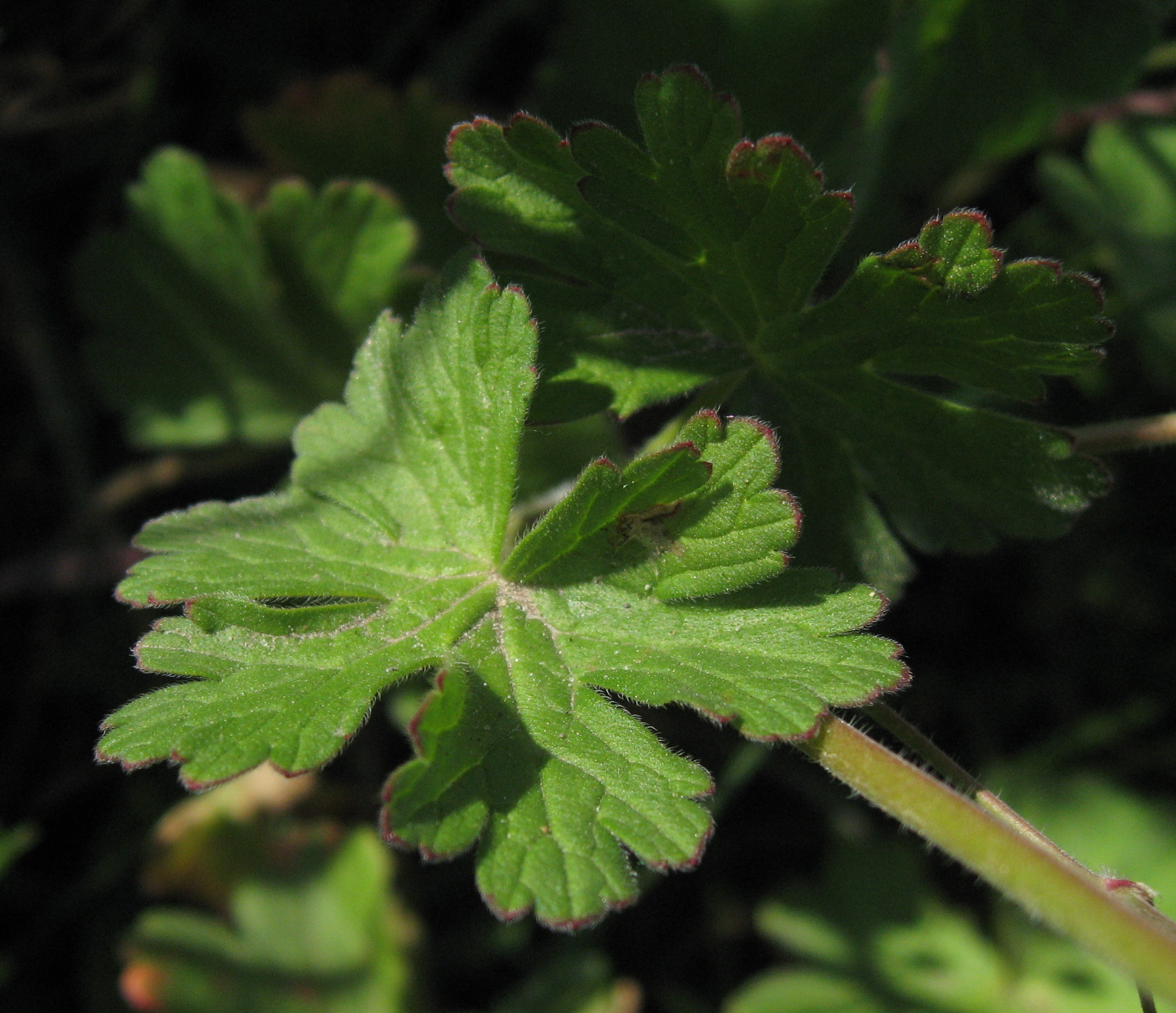
La foglia

Le foglie sono palmato-partite a 5 segmenti; i segmenti hanno la massima larghezza all'apice che è ottuso (120° - 170°); inoltre ogni segmento è a sua volta profondamente diviso con tre lobi di 5 – 7 mm; ogni lobo a sua volta è dentato con 2 -3 denti. Sia le foglie radicali che quelle cauline basse hanno un lungo picciolo (10 – 15 cm) provvisto di peli patenti. La lamina è circolare, vellutata e di consistenza morbida. Le foglie cauline alte sono simili ma di dimensioni minori e con tre segmenti; possono essere anche sessili. Sono presenti delle stipole a forma oblungo-lanceolata. Diametro della lamina: 5 – 7 cm.

### Infiorescenza

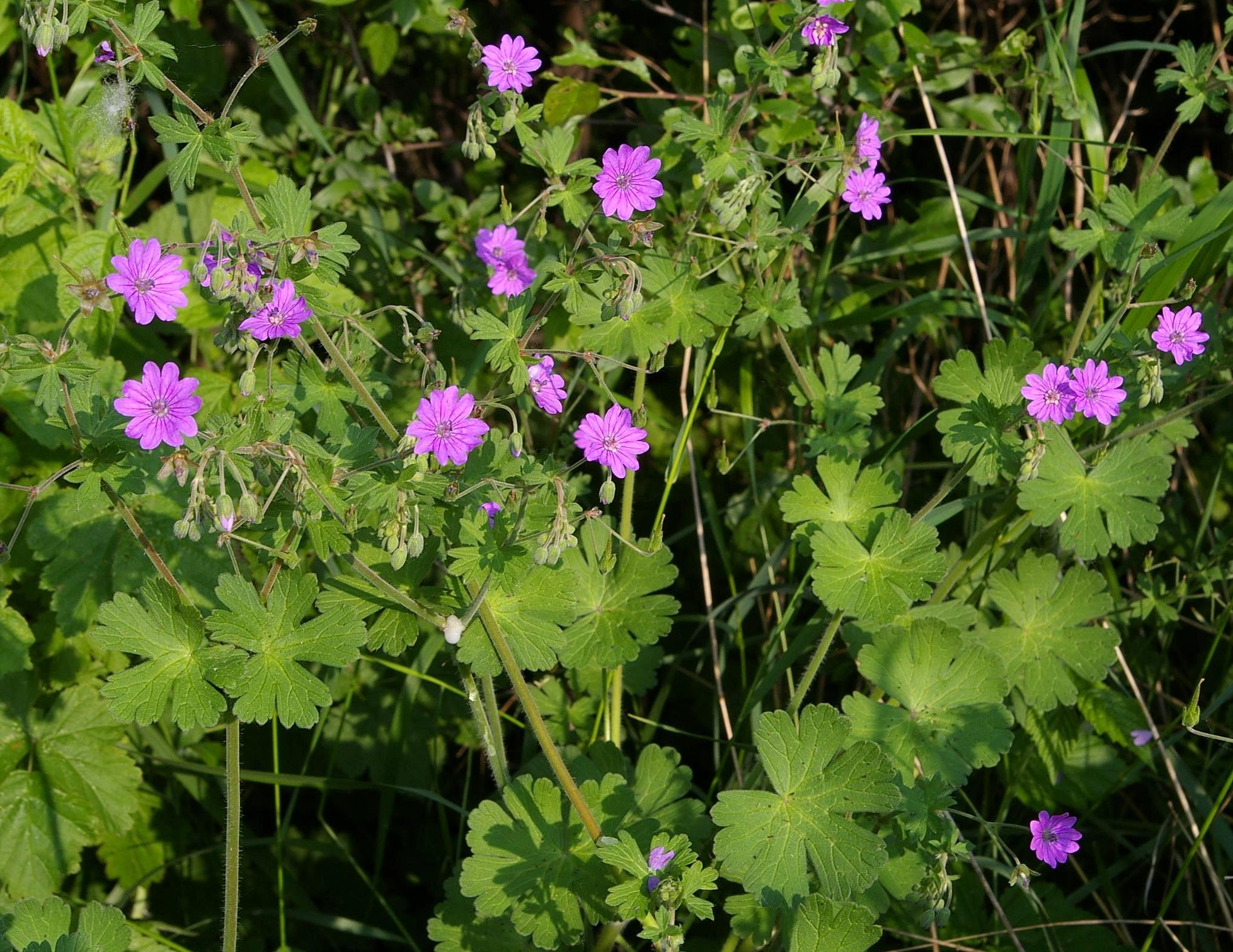
Infiorescenza

L'infiorescenza è composta da pochi fiori disposti in racemo lasso su peduncoli di 5 – 8 mm. Le cime sono normalmente biflore con bratteole lanceolate.

### Fiore

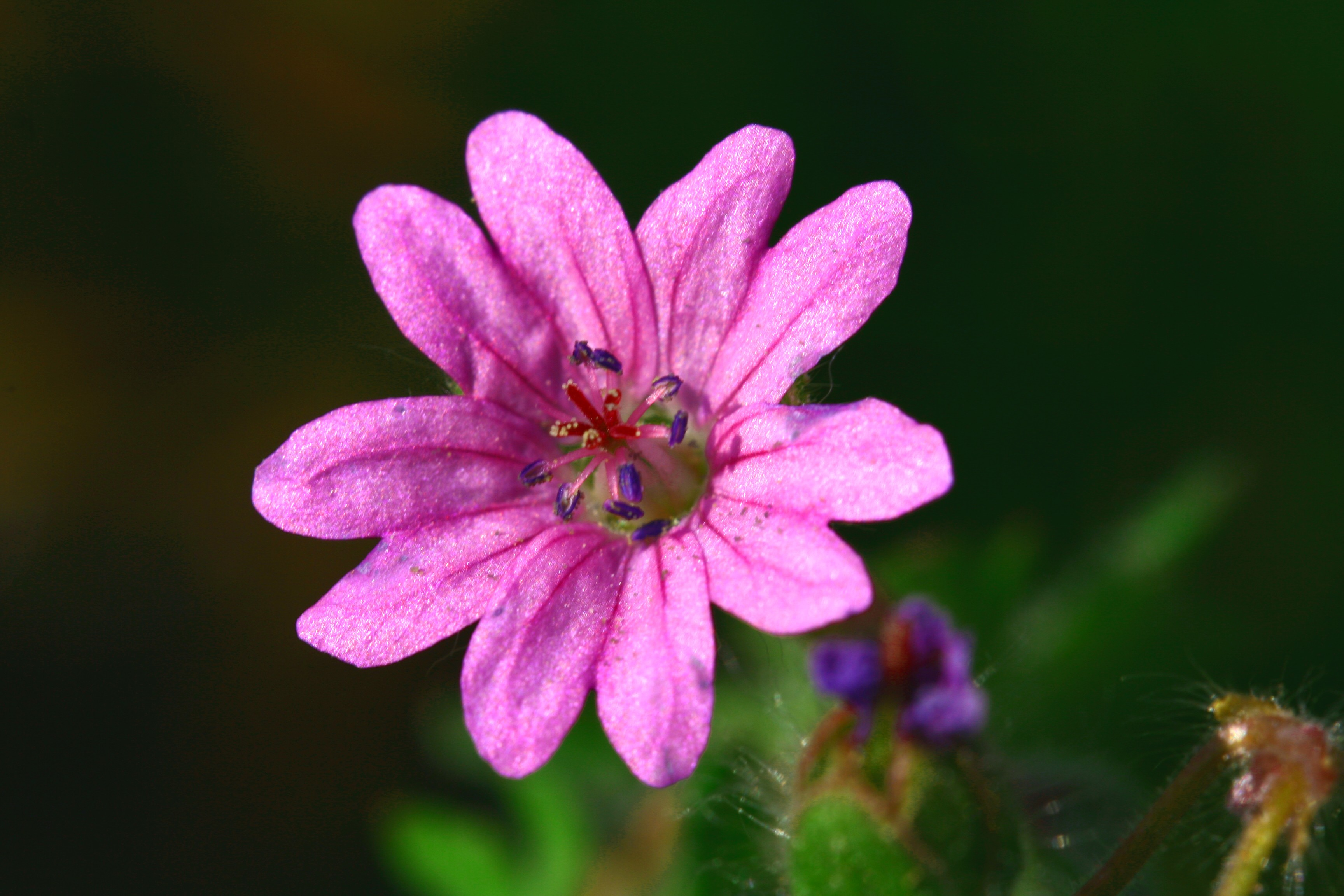
Il fiore
Località: Marcador, Mel(BL), 341 m s.l.m. - 12/04/2007

I fiori sono ermafroditi, attinomorfi (con lieve tendenza al zigomorfismo: i petali superiori possono essere appena un po' diversi da quelli inferiori), proterandri (infatti gli stimmi maturano dopo le antere del verticillo più esterno), pentaciclici (a cinque verticilli: calice – corolla – androceo su 2 verticilli - gineceo), pentameri (calice e corolla a cinque elementi), dialisepali e dialipetali (sia i sepali che i petali sono liberi – non saldati tra di loro). Diametro del fiore: 12 – 18 mm.
- Formula fiorale:

* K 5, C 5, A 5+5, G 5 (supero)
- Calice: i sepali a lamina strettamente lanceolata sono cinque e disposti in modo semi-embricato (due sepali hanno entrambi i margini nascosti dagli altri sepali; altri due sepali sono completamente liberi; mentre il sepalo rimanente ha un margine ricoperto da un altro sepalo e un margine libero). Al centro sono carenati e l'apice è provvisto di un breve mucrone. Dimensione dei sepali: larghezza 2,5 mm; lunghezza 7 mm.
- Corolla: i petali sono cinque colorati di roseo-violetto; il contorno è cuoriforme e inoltre sono marcatamente bilobi; nel centro del petalo sono presenti tre o più nervature longitudinali scure. I cinque petali sono disposti anch'essi in modo embricato ma più regolare dei sepali: ogni petalo ha un margine nascosto dal petalo precedente e l'altro margine sovrapposto al prossimo petalo. Le ghiandole nettarifere sono cinque e disposte in modo opposto ai sepali. I petali alla base sono cigliati. Dimensione dei petali: larghezza 7 mm; lunghezza 10 mm.
- Androceo: gli stami sono dieci, saldati alla base, e tutti fertili disposti su due verticilli  con la particolarità che il verticillo esterno matura prima di quello interno. Le antere hanno un colore viola tendente al rosso scuro.
- Gineceo: l'ovario è supero a cinque lobi formato da cinque carpelli contenente ciascuno due ovuli dei quali uno solo fruttifero; gli stili (prolungamento dei carpelli/ovario) sono cinque con ognuno uno stimma di colore purpureo. Le codette dei carpelli sono concresciute e riunite in modo arcuato a cerchio (e non spiralato come in altri generi della stessa famiglia) a forma di becco. Queste in fase di maturazione si addensano maggiormente rispetto al tessuto adiacente (più precisamente per avvolgimento igroscopico dello stilo) per cui si crea una certa tensione che alla fine fa prorompere all'esterno il relativo carpello trasformato in mericarpo contenente un singolo seme, favorendo così la disseminazione di tipo “epizoocora” (quando i semi rimangono attaccati al corpo degli animali)[2][3][4].
- Fioritura: da aprile a ottobre.
- Impollinazione: impollinazione per entomogamia (a volte anche per autofecondazione anche se normalmente prevale la proterandria).

### Frutti
Il frutto è una capsula (di tipo schizocarpo) composta da 5 acheni (o mericarpi). Ogni achenio contiene un solo seme (achenio monosperma). La parte inferiore del frutto è avvolta nel calice accrescente, mentre la parte superiore consiste in un becco allungato. Il frutto è deiscente con elasticità per cui il seme viene proiettato lontano con il rispettivo carpello; eventuali animali poi hanno il compito inconscio di portarli lontano. La superficie dei frutti è villosa ma liscia.

## Distribuzione e habitat
- Geoelemento: il tipo corologico (area di origine) è Euri-Mediterraneo o anche Orofita-Mediterraneo.
- Diffusione: è comune più o meno su tutto il territorio italiano. Sui rilievi europei si trova ovunque (escluse le Alpi Dinariche).
- Habitat: l'habitat tipico di questa specie sono i pascoli, gli incolti aridi e i bordi dei boschi; ma anche ambienti ruderali, prati e pascoli mesofili. Il substrato preferito è sia calcareo che siliceo con pH neutro e terreno con alti valori nutrizionali e mediamente umido.
- Diffusione altitudinale: sui rilievi queste piante si possono trovare dai 200 fino ai 1900 m s.l.m.; frequentano quindi i seguenti piani vegetazionali: collinare e montano.

## Fitosociologia
Dal punto di vista fitosociologico la specie di questa scheda appartiene alla seguente comunità vegetale:
Formazione: delle comunità perenni nitrofile
Classe: Artemisietea vulgaris